# Evreii din Europa de Est

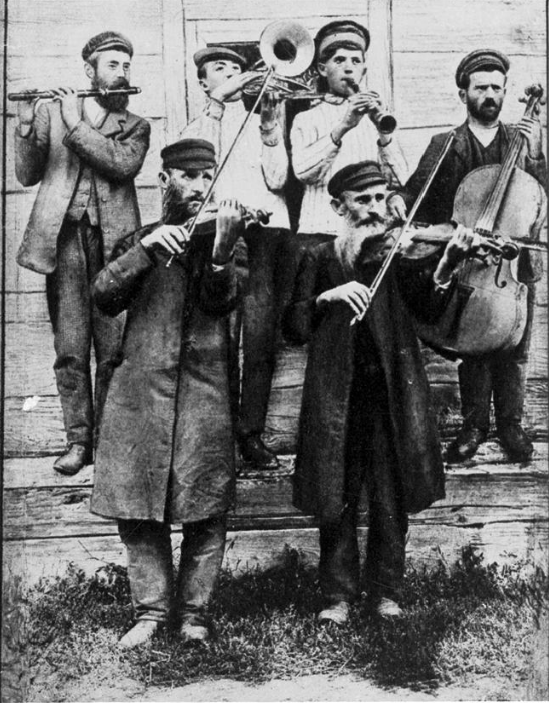
Fanfară de muzică klezmer în Ucraina, 1925

Harta etnică a Imperiului Rus (1875)

Evreii din Europa de Est (în germană Ostjuden) au format până la Holocaust cea mai mare populație de evrei din lume. Ei și-au dezvoltat propriile așezăminte școlare evreiești și forme speciale de practică religioasă.
Primii evrei s-au stabilit în Regatul Poloniei și în Marele Ducat al Lituaniei probabil în secolul al XII-lea. La începutul secolului al XVI-lea aproximativ 50.000 de evrei trăiau în Europa de Est, în special în Polonia, Lituania, Moldova și Bucovina. Comunitățile vechi s-au dezvoltat deseori în paralel în Evul Mediu și în concurență cu așezările creștine din regiunile de est. Evreii din Poznan, Cracovia, Lublin, Liov și Vilnius aveau privilegiul unei organizări municipale autonome și astfel aceste orașe au devenit centre ale populației evreiești.
La sfârșitul secolului al XVIII-lea trăiau deja aproximativ 1,5 milioane de evrei în Europa de Est. Această creștere s-a datorat atât imigrației din Vest, cât și condițiilor de viață relativ favorabile. Drepturile juridice ale evreilor erau mai mari în Europa de Est decât în Occident, dar marea majoritate a evreilor din Europa de Est a rămas foarte slabă din punct de vedere social. Înainte de invadarea Poloniei în 1939 trăiau peste 3,4 milioane de evrei în Polonia, iar alte 4 milioane locuiau pe teritoriul european al Uniunii Sovietice. Evreii locuiau în special în vestul Ucrainei de astăzi. În multe orașe evreii reprezentau până la 30% din populație sau chiar mai mult, ca de exemplu în Minsk, unde aveau în 1897 o pondere de 52% din populația orașului.
În timpul Holocaustului, marea majoritate a evreilor din Europa de Est au fost uciși.

## Evul Mediu

### Evreii așkenazi

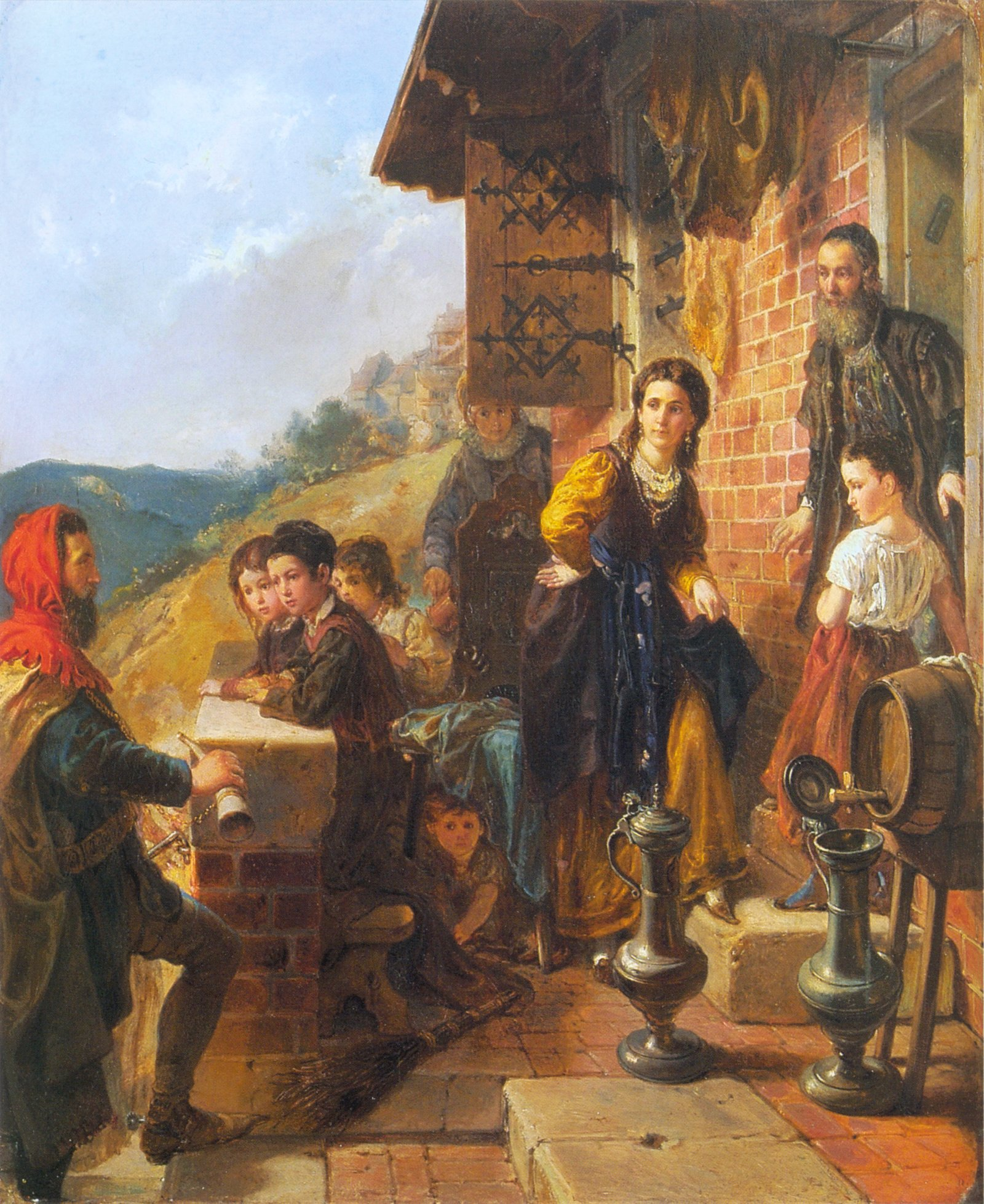
Władysław Łuszczkiewicz,
Cazimir cel Mare vizitând-o pe amanta sa evreică, Esterka (1870).

În secolele al XIII-lea, al XIV-lea și al XV-lea numeroși evrei așkenazi au fugit în diferite valuri din Europa Centrală și de Vest, în principal din Germania și Boemia, către Polonia și Lituania. Comunitățile evreiești care au rămas și-au păstrat caracterul lor așkenad distinct până la Holocaust. Tradițiile religioase ale evreilor din Polonia și Lituania, și mai târziu și din Rusia și Ucraina, s-au bazat pe tradițiile medievale, originare din regiunea franco-germană. În plus, până în secolul al XVI-lea, majoritatea rabinilor polonezi erau emigranți din Vest, care au fost educați în ieșivele din Germania și Boemia.
Spre deosebire de evreii sefarzi, care au locuit condiționat (pe baza de Statutului Dhimma) într-un mediu islamic tolerant și deschis din punct de vedere cultural (vezi: Libertatea de credință în Islam) și și-au dezvoltat tradițiile filosofice și literare sub influența culturii regionale, evreii din Europa de Est au trăit într-un mediu creștin mult mai ostil, iar preocupările lor intelectuale au fost limitate pentru o lungă perioadă de timp exclusiv la literatura rabinică.
Cu toate acestea, în ciuda izolării lor de societatea creștină, evreii din Polonia și Lituania au găsit inițial mult mai multă siguranță decât în Europa de Vest. Acest lucru se datorează în mare parte privilegiilor acordate de regii polonezi și de marii duci lituanieni. Prima „Cartă evreiască” a fost acordată de ducele Bolesław cel Pios (d. 1279) din Polonia Mare în 1264 și confirmată în 1334 de Cazimir cel Mare și extinsă la întregul regat al Poloniei. În Lituania primele privilegii au fost acordate de marele duce Vytautas în anul 1388.

### Hazarii și caraiții
O altă ipoteză este că așkenazii est-europeni provin, în principal, din migrarea convertiților sau descendenților lor din fostul imperiu al hazarilor către Europa de sud-est și regiunea Caucazului. Orientalistul austro-ungar Hugo von Kutschera a susținut în secolul al XIX-lea că hazarii, după ce mongolii le-au distrus imperiul, s-au mutat în Europa de Est și au format acolo iudaismul așkenad. În secolul al XX-lea acest punct de vedere a fost reluat din nou de unii istorici și autori de non-ficțiune. Hazarii făceau parte din triburi turcice nomade, ale căror conducători, nobili și, probabil, alte părți din populație s-au convertit la iudaism la sfârșitul secolului al VIII-lea sau la începutul secolului al IX-lea. Această ipoteză este respinsă, în prezent, de majoritatea istoricilor. Criticii ei au subliniat, de asemenea, strânsa legătură între vocabularul și gramatica idiș și limba germană medie. Mai multe studii științifice despre originea genetică și evoluția evreilor au ajuns în plus la concluzia că aproape jumătate dintre bărbații așkenazi au moștenit multe gene ale unei populații evreiești originare care a trăit cu aproximativ 3.000 de ani în urmă în Levant. Deși nu există dovezi ale unei „amestecări genetice” cu hazarii, această influență este foarte limitată din punct de vedere științific. În prezent, adepții acestei teorii răspândită în principal de către antisemiți și antisioniști pun sub semnul întrebării dreptul de existență al Israelului.
În plus, s-au stabilit în Europa de Est și caraiții, care sunt, în conformitate cu punctele de vedere ale unor etnologi contemporani, descendenții actuali ai hazarilor și cumanilor convertiți. În parte, acest mit al originii este împărtășit, de asemenea, chiar de caraiți. Limba caraită este o limbă turcă. Caraiții sunt strict deosebiți din punct de vedere istoric și teologic de așkenazi.

## Secolul al XVI-lea: Epoca de Aur
În cursul secolului al XVI-lea Polonia a devenit un centru internațional de studii rabinice. Rabini absolvenți ai ieșivelor poloneze au fost trimiși acum în Franța și Germania, astfel încât circuitul învățăturilor rabinice din vremurile anterioare s-a inversat.
Fondatorul primei școli rabinice majore din Polonia a fost Jakob Polak. El s-a născut și a fost educat în Bavaria și a fost rabin șef la Praga înainte de a emigra în Polonia. În 1492 a fondat prima Academie Talmudică din Polonia la Cracovia. Discipolul lui, Shalom Schachna, a înființat o a doua ieșivă poloneză la Lublin. Timp de aproape trei secole, ieșivele din Lublin și Cracovia au fost cele mai importante centre de învățături talmudice din lume. Unul dintre cele mai importante elevi ai lui Schachna a fost Moise Isserles (1530-1572). După ce a studiat la ieșiva din Lublin, a devenit rabin șef al orașului Cracovia și a devenit cunoscut ca autor al adnotărilor codului Schulchan Aruch.

## Persecuția și mesianismul

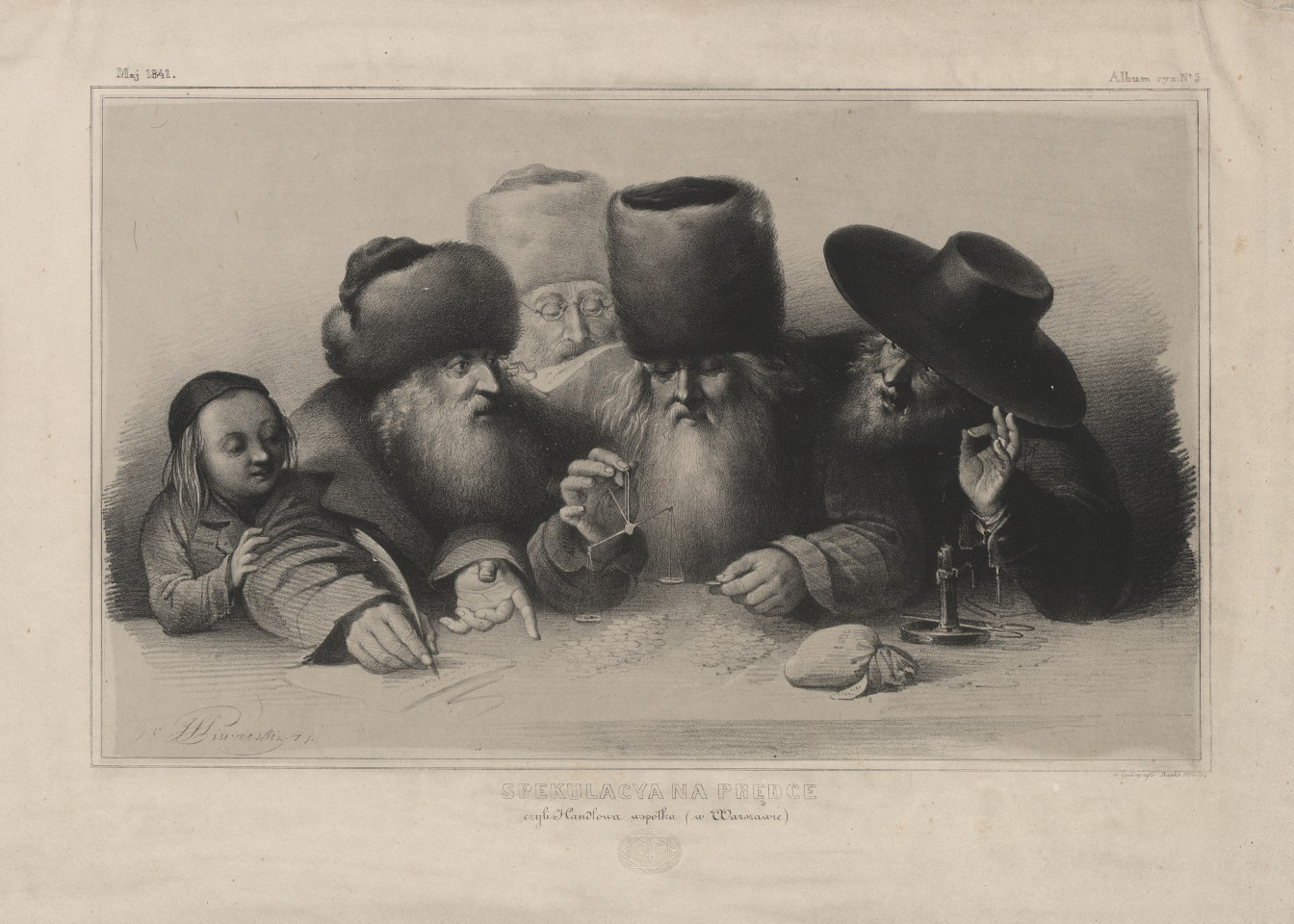
Jan Feliks Piwarski,
Negustori evrei din Varșovia (1841)

Mulți evrei din estul Poloniei și din Ucraina au lucrat ca mici oameni de afaceri, hangii și colectori de taxe și, prin urmare, au adoptat o poziție de mijloc ingrată între nobilimea poloneză și populația țărănească ucraineană. Combinată cu separarea lor religioasă, lingvistică și culturală, această poziție a a condus la ostilități deschise din partea ucrainenilor. Răscoala conducătorului cazac Bogdan Hmelnițki din 1648-1649 a fost îndreptată pe de o parte împotriva clerului și nobilimii catolice poloneze și pe de altă parte împotriva populației evreiești, fiind ucise aproximativ 100.000 de persoane în pogromurile antievreiești.
Cu toate acestea, populația evreiască a continuat să crească. Conform recensământului din 1764, în Polonia erau aproape 600.000 de evrei, dintre care peste 60% trăiau în partea de est a țării și în Ucraina. Însă perioada de glorie din secolul al XVI-lea s-a încheiat iremediabil. Studiile talmudice au continuat să existe, dar au fost limitate tot mai mult pentru un cerc aristocratic al rabinilor și pentru membrii bogați ai comunității. Pe de altă parte, masele needucate au dat naștere din ce în ce mai mult unor superstiții marcate de credințe folclorice. Numeroase cărți moraliste ce promovau un misticism popular, cum ar fi Kav haJaschar („Linia dreaptă”), au fost traduse în acea perioadă în limba idiș.
Intensificarea prigoanei antisemite și a pogromurilor în secolele al XVII-lea și al XVIII-lea au deschis calea pentru așteptările mesianice întrupate în persoana presupusului Mesia  Shabbetaj Zvi (1626-1676), care mai târziu s-a convertit la islam. Cel mai faimos fanatic religios din Europa de Est a fost Jakob Frank (născut Jakub Lejbowicz 1726-1791), fondatorul mișcării frankiste, care, la rândul său, s-a convertit la creștinism.

## Hasidim și Mitnagdim

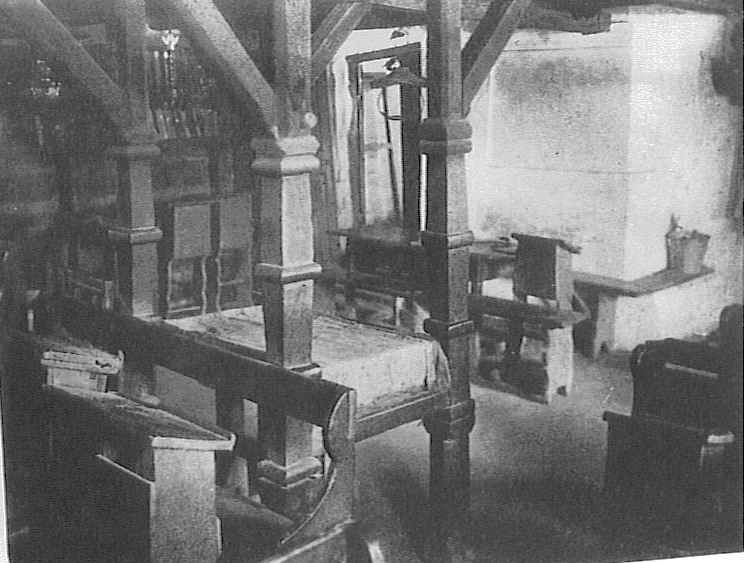
Interiorul sinagogii Baal Shem Tov din Medjîbij (Ucraina), aprox. 1915

Pe fondul creșterii superstițiilor și așteptărilor mesianice în cea de-a doua jumătate a secolului al XVIII-lea în regiunile Podolia și Volînia, care se aflau atunci în sud-estul Poloniei, a apărut curentul religios hasidic, fondat de rabinul Israel ben Eliezer, numit Baal Schem Tov („Maestrul Numelui cel Bun [al lui Dumnezeu]”). Scrierile lui Baal Shem Tov nu au fost realizate de el, ci de unii din discipolii săi. Cei mai importanți adepți ai săi au fost rabinul Dow Bär, numit numit „Maggid de Mesritsch”, și rabinul Jacob Josef de Polonoje, care au ocupat ambii poziții importante de rabini, înainte de a fi atrași de învățăturile mistice. Rabinul Jacob Josef a inventat termenul țadic, omul drept, care servește drept model prin stilul său de viață. Relația apropiată între țadici și masele populare a devenit baza vieții hasidice în Europa de Est. Rabinul Dow Bär a introdus modelul curții hasidice, în care țadicul îndrumă viețile adepților săi. Acest mod de viață a fost păstrat în comunitățile hasidice de astăzi din SUA și Israel.
În cursul secolului al XIX-lea hasidismul s-a răspândit în Rusia, Galiția și Polonia și, ulterior, în România, Ungaria, Moravia și Slovacia.
Prin contrast, Lituania a rămas în mare măsură neafectată de hasidism. Acest fapt s-a datorat în principal atitudinii ostile a gaonului din Vilnius,  Elijah Ben Salomon Salman (~ 1720-1797), care trăia izolat și nu a avut o poziție oficială, dar în ultimii săi ani a condus rezistența rabinică față de răspândirea hasidismului. În 1772 și 1782 a blestemat hasidismul, căruia i s-au raliat toate comunitățile evreiești lituaniene. În plus, el a considerat carnea binecuvântată de rabinii hasidici ca fiind spurcată și a interzis căsătoriile între evreii hasidici și membrii congregației sale. Motivul ostilității sale față de hasidism a fost accentul pus pe extazul religios în detrimentul învățăturilor iudaice, care au reprezentat până atunci centrul vieții evreiești. Adepții gaonului din Vilnius au devenit cunoscuți ca „Mitnagdim”, în pronunția așkenadă „Misnagdim”, adică „adversari”. Această mișcare a supraviețuit alături de hasidism în cadrul iudaismului ortodox și ultraortodox .

## Haskala și cultura idiș

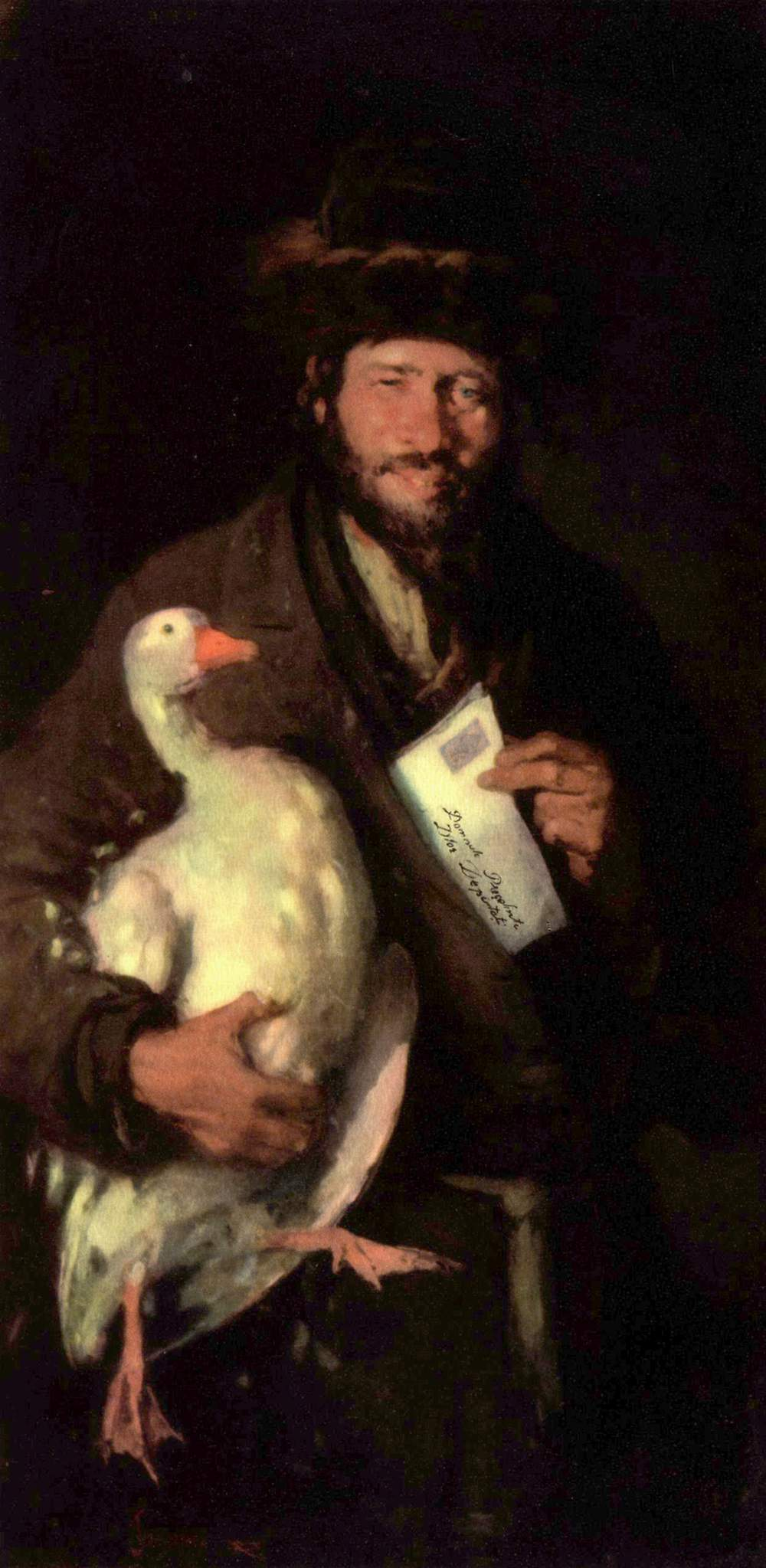
Nicolae Grigorescu, Evreu cu gâscă (aprox. 1880)

Influența gaonilor din Vilnius a pus bazele, de asemenea, răspândirii Haskala în Europa de Est. Spre deosebire de Europa de Vest și Galiția, unde iluminismul a condus deseori la reforme radicale ale ritului iudaic și la asimilarea evreilor, Haskala din Lituania și ulterior din Rusia a avut un caracter secular specific est-european.
Maskilimul – iluminismul evreiesc – a renunțat încă de la început la încercările de asimilare. Culturale și mișcări politice ale Iudaismului în Europa de Est, a găsit expresia lor este întotdeauna în Idiș sau ebraică. Manifestările culturale și politice ale iudaismului în Europa de Est au avut loc întotdeauna în limbile idiș sau ebraică.
Literatura idiș s-a dezvoltat și a apărut teatrul idiș și primele ziare în limba idiș.

## Sionismul și mișcarea muncitorească

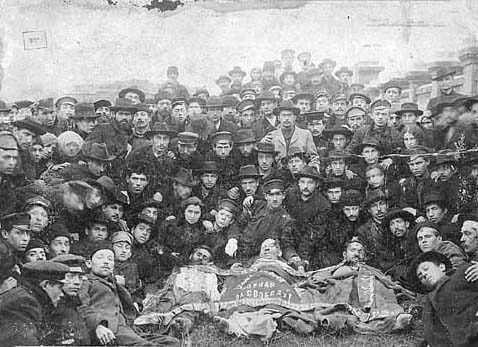
Sindicaliști evrei lângă camarazii uciși (Odesa, 1905)

După pogromurile din Rusia din 1881 a început un val puternic de emigrare, milioane de evrei fugind din Rusia în Europa Centrală și de Vest și în Statele Unite ale Americii. A fost fondată prima organizație sionistă, Chibbat Zion.
În 1897 a fost fondată Liga Generală a Muncitorilor Evrei (Bund) ca primul partid politic evreiesc. Începând din 1904 au apărut alte partide socialiste și sioniste.
Pogromul din Rusia din 1905 a dus la o emigrare în masă. În orașele mici, mai ales în așezările rusești de graniță, populația evreiască s-a diminuat dramatic. Astfel, au dispărut multe așa-numite ștetl și odată cu ele multe tradiții de viață religioasă evreiască în Europa de Est.

## Străini în Vest
În Imperiul German evreii asimilați i-au considerat pe evreii din est o amenințare străină în calea obținerii recunoașterii sociale. Walther Rathenau a scris în revista anti-wilhelmiană Die Zukunft un articol, intitulat „Höre Israel !”:
„Mai amenințătoare apare situația socială și culturală. Oricine dorește să audă limba lor, poate merge duminica la prânz în Berlin, prin Tiergartenstraße, sau să privească seara în vestibul unui teatru. Ciudată imagine! În mijlocul 
vieții germane, un trib uman deosebit de ciudat, strălucitor și colorat, cu o agilitate dată de sângele lui fierbinte. O hoardă asiatică pe nisipul Brandenburgului.”—Walther Rathenau, 1897

## Legături externe
- Zuwanderungsland Deutschland - Migrationen 1500–2005: Ausstellung des Deutschen Historischen Museums Berlin
- Andreas Herzog, Budapest: Zum Bild des „Ostjudentums“ in der „westjüdischen“ Publizistik der ersten Jahrzehnte des 20. Jahrhunderts (PDF-Datei; 206 kB)
- Arno Lustiger:Jüdische Kultur in Ostmitteleuropa am Beispiel Polen